# Westerlo-Centrum
Westerlo of formeel Westerlo-Centrum is een van de zeven dorpskernen van de gemeente Westerlo. Het dorp grenst aan de oever van de Grote Nete. Het is een van de drie dorpen die deelgemeente Westerlo vormen.
In Westerlo is een deelvestiging van de Stedelijke Academie voor Woord, Muziek en Dans van Geel. De ring is een onderdeel van de as Turnhout-Aarschot/Leuven en dan ook druk bereden. Ook het gemeentehuis van de gemeente Westerlo bevindt zich daar, (Kasteel Jeanne De Merode) en de gemeentelijke bibliotheek, sporthal De Beeltjens (genoemd naar het bos De Beeltjens) en het Kuipje, het stadion van de eersteklassevoetbalploeg van KVC Westerlo.